# IPS panel
IPS (In-Plane Switching, přepínání v rovině) je technologie pro displeje z tekutých krystalů (LCD).
Řeší hlavní nedostatky a omezení TN (Twisted nematic, zkroucené vlákno) v struktuře LCD, včetně malého pozorovacího úhlu a nekvalitní reprodukce barev. IPS upravil uspořádání a přepínání orientace molekul ve vrstvě tekutých krystalů (LC) mezi skleněnými destičkami, která je v podstatě rovnoběžná s těmito deskami.
Patří mezi aktivní TFT.

## Historie
Metoda TN byla jedinou životaschopnou technologií pro aktivní matricové TFT LCD v pozdních osmdesátých a počátku devadesátých let. Dřívější panely ukázaly převrácení stupně šedé zespoda dolů a měly vysokou dobu odezvy (pro tento druh přechodu je 1ms vizuálně lepší než 5ms). V polovině devadesátých let byly vyvinuty nové technologie - typicky IPS a Vertical Alignment (VA), které měly vyřešit tyto nedostatky a byly použity na velké panely počítačových monitorů.
Jedním z přístupů, patentovaným v roce 1974, bylo použití interdigitálních elektrod na jednom skleněném podkladu pouze za účelem vytvoření elektrického pole, které je v podstatě rovnoběžné se skleněnými podklady. Vynálezce však dosud nebyl schopen implementovat takové IPS-LCD, které by předčily displeje TN.
Po důkladné analýze byly detaily výhodných molekulárních uspořádáních podány k evidenci v Německu týmem Guentera Baura a 9. ledna 1990 patentovány v různých zemích včetně USA. Společnost Fraunhofer ve Freiburgu, kde vynálezci pracovali, přidělil tyto patenty společnosti Merck KGaA, Darmstadt z Německa.
Krátce poté společnost Hitachi z Japonska podala patenty na zlepšení této technologie. Vedoucím v této oblasti byl Katsumi Kondo, který pracoval ve Výzkumném centru společnosti Hitachi. V roce 1992 inženýři společnosti Hitachi vypracovali různé praktické detaily technologie IPS pro propojení tenkovrstvového tranzistorového pole jako matice, aby se vyhnuli nežádoucím rozptýleným polím mezi pixely. Společnost Hitachi dále zlepšila závislost pozorovacího úhlu optimalizací tvaru elektrod (Super IPS). NEC a Hitachi se staly prvními výrobci LCD s aktivní matricí založenou na technologii IPS. Jedná se o mezník pro realizaci velkoplošných LCD s přijatelným vizuálním výkonem pro ploché monitory a televizní obrazovky. V roce 1996 společnost Samsung vyvinula techniku optického modelování, která umožňuje vytvořit vícenásobný LCD displej. Víceoborové zaměření a IPS zůstávají v roce 2006 dominantní koncepcí LCD.
Později společnost LG Display a další výrobci LCD displejů z Jižní Koreje, Japonska a Tchaj-wanu technologii IPS adaptovali.
Technologie IPS se dnes běžně používá v panelech pro televizory, tabletové počítače a smartphony. Zejména všechny výrobky společnosti Apple Inc. (vyjma modelů s OLED), které jsou uváděny na trh pod značkou Retina Display (například iPhone 4, iPad 3, iPad Mini 2 a MacBook Pro s displejem Retina), mají LCD IPS s podsvícením LED.
| Název                    | Zkratka | Rok  | Výhoda                 | Jas/ Kontrast           | Poznámky |
| ------------------------ | ------- | ---- | ---------------------- | ----------------------- | --- |
| Super TFT                | IPS     | 1996 | Široké pozorovací úhly | 100/100 Základní úroveň | Většina panelů také podporuje pravou 8bitovou barvu na kanál. Tato vylepšení přišla za cenu nižší doby odezvy, zpočátku asi 50 ms. IPS panely byly také extrémně drahé.                           |
| Super-IPS                | S-IPS   | 1998 | Bez posunu barev       | 100/137                 | IPS byl od té doby nahrazen systémem S-IPS (Super-IPS, Hitachi Ltd. v roce 1998), který má všechny výhody technologie IPS s přidáním zlepšeného načasování obnovení pixelů.                       |
| Advanced Super-IPS       | AS-IPS  | 2002 | Vysoký jas             | 130/250                 | AS-IPS, vyvinutý také společností Hitachi Ltd. v roce 2002, se podstatně Kvantifikujte na kontrastním poměru tradičních panelů S-IPS až do okamžiku, kdy jsou na druhém místě jen některé S-PVAs. |
| IPS-Provectus            | IPS-Pro | 2004 | Vysoký kontrast        | 137/313                 | Nejnovější panel z technologie IPS Alpha s širším barevným gamutem a kontrastní poměrem odpovídající displeje PVA a ASV bez slepých úhlů.                                                         |
| IPS alpha                | IPS-Pro | 2008 | Vysoký kontrast        |                         | Další generace IPS-Pro |
| IPS alpha další generace | IPS-Pro | 2010 | Vysoký kontrast        |                         | |

| Název                           | Zkratka | Rok  | Poznámky |
| ------------------------------- | ------- | ---- | --- |
| Horizontální IPS                | H-IPS   | 2007 | kontrastní poměr rozložením roviny kroucení elektrod. Také zavádí volitelný polarizační filtr Advanced True White od společnosti NEC, aby byl bílý vzhled mnohem přirozenější. Používá se v profesionálních / fotografických LCD displejích. |
| Vylepšená IPS                   | E-IPS   | 2009 | clona pro přenos světla, umožňující použití nižšího, levnějšího podsvícení. Zlepšuje diagonální úhel pohledu a dále zkracuje dobu odezvy na 5 ms.                                                                                            |
| Profesionální IPS               | P-IPS   | 2010 | Nabídka 1,07 miliard barev (30bitová barevná hloubka). Více možných orientací na subpixel (1024 na rozdíl od 256) a vytváří lepší pravou barevnou hloubku.                                                                                   |
| Pokročilé vysokovýkonnostní IPS | AH-IPS  | 2011 | Vyšší přesnost barev, vyšší rozlišení a PPI a větší svítivost při nižší spotřebu energie. |